# Hexaki-icosaèdre
Un hexaki-icosaèdre est un polyèdre à 120 faces, qui sont des triangles scalènes. Il est parfois appelé hexakis icosaèdre, hexa-icosaèdre ou, plus rarement, disdyakis triacontaèdre (par imitation de l'anglais). Le préfixe hexaki-, d'origine grecque, signifie « 6 fois » et fait référence au nombre de faces : 6 fois les 20 faces de l'icosaèdre.
L'hexaki-icosaèdre régulier est un solide de Catalan, puisqu'il est le dual de l'icosidodécaèdre tronqué, solide d'Archimède. Il ressemble à un triacontaèdre rhombique enflé : si l'on place un sommet au milieu de chaque face en losange d'un triacontaèdre rhombique, et qu'on le projette sur la sphère circonscrite, on obtient les sommets supplémentaires qui mènent à l'hexaki-icosaèdre.